# Taenaris onesiporus
Taenaris onesiporus är en fjärilsart som beskrevs av Brooks 1950. Taenaris onesiporus ingår i släktet Taenaris och familjen praktfjärilar. Inga underarter finns listade i Catalogue of Life.